# Courbépine

Courbépine este o comună în departamentul Eure, Franța. În 1 ianuarie 2022 avea o populație de 725 de locuitori.